# Gurun Panjang (Bukit Kapur)
Gurun Panjang is een bestuurslaag in het regentschap Dumai van de provincie Riau, Indonesië. Gurun Panjang telt 3698 inwoners (volkstelling 2010).